# Ава (уезд)
Ава (яп. 安房郡 Ава-гун) — уезд префектуры Тиба, Япония. В настоящее время состоит только из одного посёлка Кёнан.

Расположение уезда Ава в префектуре Тиба.

По оценкам на 1 апреля 2017 года население составляет 7 800 человек, площадь 45,19 км², плотность населения 173 человек / км².

## История
Уезд Ава являлся одним из древних уездов провинции Кадзуса и изначально его территорией была вся южная часть полуострова Босо. В 718 году она отделилась от Кадзусы в отдельную провинцию Ава, просуществовавшую вплоть до реставрации Мэйдзи в 1868 году.
В ходе реформ начала эпохи Мэйдзи провинция Ава была поделена на 4 уезда в 1868 году: Ава (яп. 安房郡), Асай (яп. 朝夷郡), Нагаса (яп. 長狭郡) и Хэй (яп. 平郡) (до этого — Хэгури). В момент формирования уезд Ава состоял из 93 деревень, поделенных поровну между княжествами Татеяма и Нагао. Они были объединены в сначала в два города (Татэяма и Ходзё, которые были объединены в 1993 году а один город — Татэяма) и девять поселков.
В 1897 году три уезда из Асай, Хэй и Нагасы были включены в уезд Ава, таким образом в него стало входить семь городов и 37 поселков. После передачи управления городами от уездной администрации в префектурную в 1947 году территория уезда стала уменьшаться. Из-за расширения и формирования новых городов ныне Ава состоит только из одного посёлка — Кёнан.